# Frogger
Frogger – komputerowa gra zręcznościowa wyprodukowana przez japońskie studio Konami i wydana przez Segę w 1981 roku. Początkowo ukazała się na automaty do gry, w późniejszym okresie doczekała się konwersji na inne platformy. Gracz wciela się w żabę, której celem jest pokonanie ruchliwej ulicy, a następnie rzeki, tak aby bezpiecznie dostać się na drugi brzeg. Musi unikać niebezpieczeństw takich jak samochody na drogach, krokodyle i wydry w rzece. Podczas przeprawy przez rzekę może wykorzystywać np. płynące kłody drewna, skacząc z jednej na drugą.

## Wydanie i odbiór gry
Przedsiębiorstwo Parker Brothers, będące twórcą jednego z wielu portów gry, wydało ok. 10 mln dolarów na promocję Froggera. Sprzedano 3 mln kopii tej wersji na całym świecie, natomiast 20 mln uwzględniając wszystkie platformy sprzętowe. W 2013 magazyn „Entertainment Weekly” umieścił na liście dziesięciu najlepszych gier na konsolę Atari 2600. Redaktor serwisu AllGame, Brett Alan Weiss, przyznał grze ocenę 5/5. Wysoko ocenił oprawę graficzną i dźwiękową, stwierdził też, że gra jest bardzo wciągająca pomimo obecności tylko jednej planszy.